# L'Enfer des codes
L'Enfer des codes (chinois : 解密, Jiěmì) est un roman d'espionnage écrit par l'ancien agent des services de renseignement chinois Mai Jia, publié en Chine en 2002 et traduit en français en 2015.
Ce roman suit l'histoire d'un personnage nommé Rong Jinzhen, jeune génie des mathématiques à la personnalité atypique. Il est recruté par une agence gouvernementale de contre-espionnage, en pleine guerre froide, pour déchiffrer un code nommé « Purple » qui menace la sécurité nationale. Ce roman d'espionnage est construit comme une biographie du héros, structurée autour des témoignages recueillis par le narrateur auprès de personnes ayant côtoyé le prodige depuis sa petite enfance. Il peut également être vu comme une fable philosophique abordant les thèmes du génie et de la folie.
Acclamé dans son pays autant que par la presse internationale, L'Enfer des codes est un succès critique et commercial, couronné par de nombreux prix et distinctions et écoulé à plus d'un million d'exemplaires en Chine. D'après le Daily Telegraph, c'est un des 20 meilleurs romans d'espionnage de tous les temps. Une série télévisée chinoise de 41 épisodes en est tirée en 2016.